# Carl Friedheim

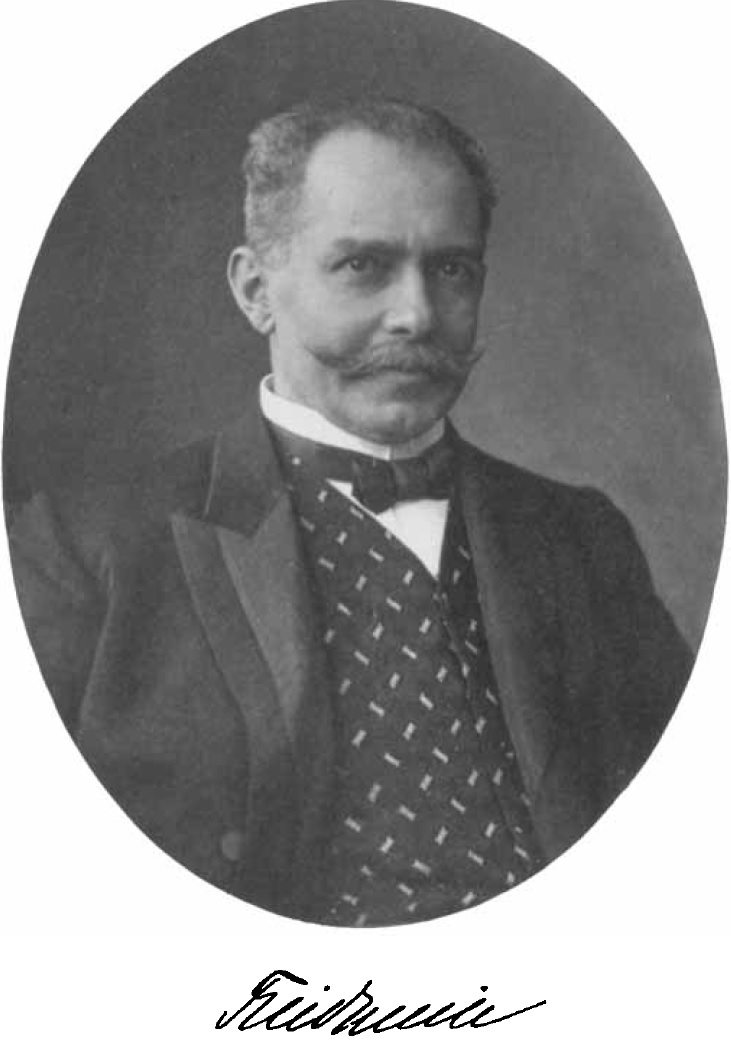
Carl Friedheim

Carl Friedheim (* 18. Juni 1858 in Berlin; † 5. August 1909 in Bönigen am Brienzersee, Schweiz) war ein deutscher Chemiker.

## Leben
Von 1877 bis 1881 studierte er an der Gewerbeakademie Berlin bei Carl Rammelsberg, ab 1882 an der Berliner Bergakademie und promovierte Über die Konstitution der Metawolframsäure und ihrer Salze in Freiburg i. B. Von 1877 bis 1881 war er Assistent am II. Chemischen Universitätslaboratorium. Er wurde Mitglied des kaiserlichen Patentamts und 1888 Privatdozent in Berlin und Direktor des anorganischen Laboratoriums.

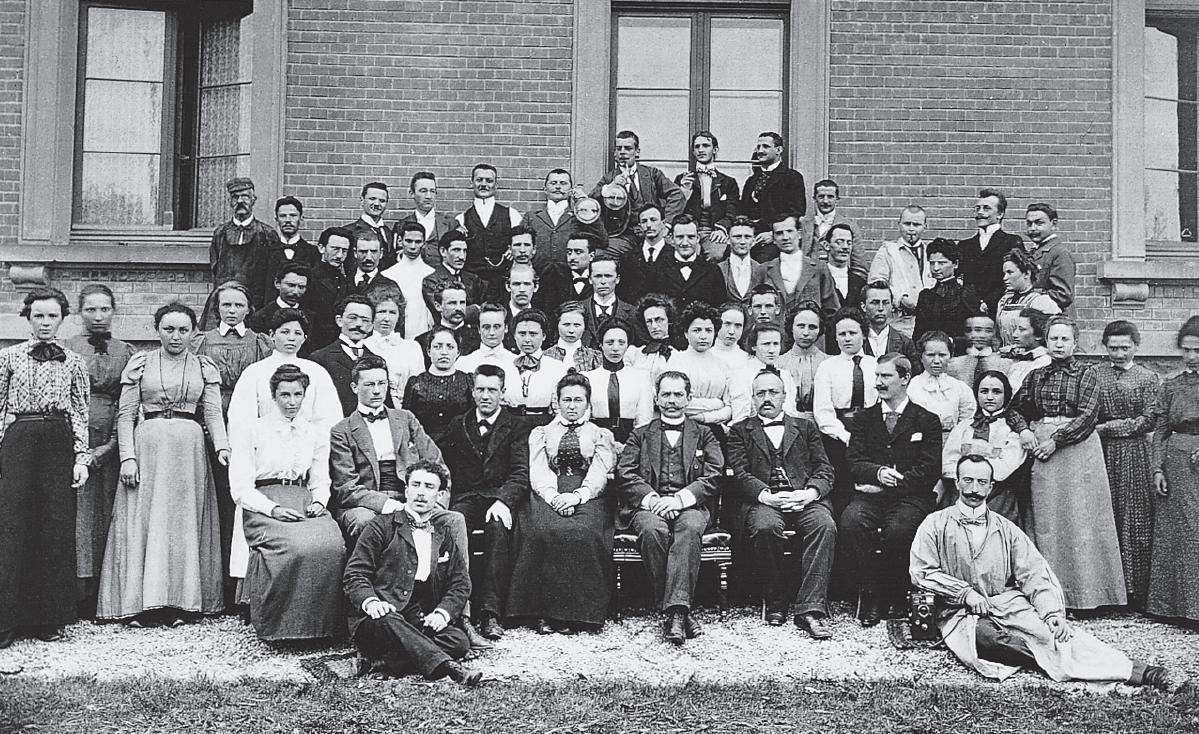
Carl Friedheim (Mitte vorn) 1900 mit Schülern in Bern

1891 gründete er mit Arthur Rosenheim in der Chausseestraße 8, Berlin-Mitte, das Wissenschaftlich-chemische Laboratorium Berlin N. Als er 1897 an der Universität Bern Professor für Chemie wurde, wurde das Laboratorium von Rosenheim und Richard Joseph Meyer weitergeführt.

## Veröffentlichungen
- Ist von der Pfordten’s Ag4O eine chemische Verbindung? In: Berichte der deutschen chemischen Gesellschaft, Band 20, Heft 2, 1887, S. 2554–2557, doi:10.1002/cber.18870200291
- Kritische Studien über die Anwendung des Wasserstoffsuperoxydes in der quantitativen Analyse. In: Zeitschrift für analytische Chemie, 1905, Band 44, Heft 6-7, S. 388–392, doi:10.1007/BF01329877
- Leitfaden für die quantitative chemische Analyse unter Mitberücksichtigung von Massanalyse, Gasanalyse u. Elektrolyse. 6. umgearb. Auflage. Habel, Berlin 1905, urn:nbn:de:hbz:061:2-22003